# 3-я танковая дивизия (СССР)
3-я танковая дивизия — воинское соединение Вооружённых Сил СССР в Великой Отечественной войне.

## История
Формирование дивизии начато в Порхове в июне 1940 года. 5-й танковый полк формировался на базе 6-го и 9-го танковых батальонов 13-й легкотанковой бригады, 90-го танкового батальона 20-й тяжёлой танковой бригады, 19-го танкового батальона 1-й легкотанковой бригады и 218-го химического танкового батальона. 6-й танковый полк формировался на базе 13-го и 15-го танковых батальонов 13-й легкотанковой бригады, учебного батальона 20-й тяжёлой танковой бригады, разведывательной и химической танковых рот. 3-й гаубичный артиллерийский полк формировался на базе 530-го гаубичного артполка 163-й стрелковой дивизии, 3-й мотострелковый полк — на базе 759-го стрелкового полка 163-й стрелковой дивизии.
В действующей армии с 22 июня 1941 года по 14 декабря 1941 года.
Перед войной дислоцировалась частью в Луге, частью в Порхове (3-й мотострелковый полк, 6-й танковый полк). На 22 июня 1941 года дислоцировалась в летнем лагере в Струги Красные, с 23 июня выступила в направлении Ленинграда, затем Красногвардейска, куда прибыла к 24 июня. Выступила в поход, имея 32 Т-28, 63 Т-26, 224 БТ-7, 93 БА, часть бронетехники была оставлена в лагере, как неисправная.
В ночь с 29 на 30 июня 1941 года дивизия выступила из Красногвардейска в направлении на Псков. К вечеру 1 июля сосредоточились в районе Подборовье, Малое Торошино, к исходу 2 июля находилась в 20 километрах северо-западнее Славковичей. 4 июля из состава дивизии был выведен 3-й мотострелковый полк, в боях вместе с дивизией не участвовал.
К вечеру 4 июля дивизия подошла к Острову. С 5 июля наступает силами двумя танковых полков на уже занятый врагом город с севера и северо-востока, совместно со 111-й стрелковой дивизией. Танки дивизии смогли прорваться в город, однако, не будучи поддержанные пехотой, не смогли удержать его и были выбиты силами 1-й танковой дивизии немцев. В этот же день была предпринята новая атака, но за счёт подошедшей с юга немецкой 6-й танковой дивизии, 3-я танковая была отброшена от Острова. Потери 3-й танковой дивизии за день боёв, по некоторым данным, составили до 50 % бронетехники. В 19 часов того же дня вражеские войска перешли к контратаку, которой предшествовали мощная артиллерийская подготовка и налёт, с использованием зажигательной смеси, и 3-я танковая дивизия была вынуждена отступить в общем направлении на Порхов и южнее его.
Под Островом командир 5 т(анкового) п(олка) Посенчук рассказывал о бое за Остров. Из его рассказа следует, что сил у немцев на Островском направлении очень мало и что захват города нашими частями сорвался только лишь потому, что с поля боя постыдно дезертировала 111 с(трелковая) д(ивизия), её командиры бежали первыми, споров петлицы и сняв знаки различия.
Вероятно, указанный доклад можно оценивать с некоторой долей скепсиса (тем более, что рассказывает командир полка, который также был ответственен за оборону города), однако дезорганизованность и бегство частей 111-й дивизии подтверждается и другими источниками.
На конец дня 5 июля в дивизии оставалось 1 Т-28, 40 БТ-7 и 2 КВ. 6 июля готовилось ещё одно наступление на Остров, однако немецкие войска упредили советскую инициативу и отбросили дивизию ещё дальше. 7 июля дивизия, будучи подчинённой командиру 41-го стрелкового корпуса, перешла в контратаку и ввязалась в обширный танковый бой в районе Череха, Песчанка, Вольнево, Крякуши, задержав на некоторое время продвижение немецких войск к Пскову.
8 июля остатки дивизии, которые были в досягаемости, были выведены из боёв на Порховское направление, тем более, что её полки действовали уже на разных направлениях: 6-й танковый полк отходил к Карамышево, 5-й танковый полк вместе с остатками 12-го механизированного корпуса оборонял населённый пункт Череха. К 11 июля 1941 года в дивизии насчитывалось только 35 БТ-7, к 15 июля — 4 Т-28, 16 БТ-7 и 2 КВ. Дивизия начала передавать матчасть другим соединениям (70-й стрелковой дивизии и 1-й горнострелковой бригаде), а личный состав отошёл к Новгороду, где к 15 августа 1941 года занял позиции по реке Мста восточнее города. Дивизия, не имея танков, находилась в резерве. К 26 августа сменила части 28-й танковой дивизии на Волхове и находилась там до 16 октября, когда сдала участок частям 185-й стрелковой дивизии и выведена в резерв.
14 декабря 1941 года дивизия переформирована в 225-ю стрелковую дивизию.

## Состав
- 5-й танковый полк
- 6-й танковый полк (1-го формирования)
- 3-й мотострелковый полк (до 03.08.1941)
- 3-й гаубичный полк
- 3-й отдельный зенитный артиллерийский дивизион (до 14.08.1941)
- 3-й разведывательный батальон
- 3-й понтонно-мостовой батальон
- 3-й отдельный батальон связи
- 3-й медико-санитарный батальон (до 14.08.1941)
- 3-й автотранспортный батальон (до 14.08.1941)
- 3-й ремонтно-восстановительный батальон (до 14.08.1941)
- 3-я рота регулирования
- 3-й полевой хлебозавод (до 14.08.1941)
- 99-я полевая почтовая станция
- 205-я полевая касса Госбанка

## Укомплектованность
- наличие на 22 июня 1941 года: 38 Т-28, 232 БТ-7, 14 Т-26, 54 ХТ, 50 БА-6 и БА-10, 24 БА-20
- наличие на 4 июля 1941 года: 7 КВ-1, 3 КВ-2, 30 Т-28, 161 БТ-7, 62 Т-26 и ХТ
- наличие на 1 августа 1941 года: 5 КВ, 11 БТ-7, 4 Т-26, 9 БА-6 и БА-10, 8 БА-20

## Подчинение
| Дата            | Фронт (округ)         | Армия                                     | Корпус                      | Дивизия | Примечания                       |
| --------------- | --------------------- | ----------------------------------------- | --------------------------- | ------- | -------------------------------- |
| 22.06.1941 года | Северный фронт        | -                                         | 1-й механизированный корпус | -       | -                                |
| 01.07.1941 года | Северо-Западный фронт | 11-я армия                                | 1-й механизированный корпус | -       | -                                |
| 10.07.1941 года | Северо-Западный фронт | 11-я армия                                | 1-й механизированный корпус | -       | -                                |
| 01.08.1941 года | Северо-Западный фронт | 11-я армия                                | 1-й механизированный корпус | -       | -                                |
| 01.09.1941 года | Северо-Западный фронт | Новгородская армейская оперативная группа | -                           | -       | -                                |
| 01.10.1941 года | Северо-Западный фронт | Новгородская армейская оперативная группа | -                           | -       | -                                |
| 01.11.1941 года | Северо-Западный фронт | Новгородская армейская оперативная группа | -                           | -       | -                                |
| 01.12.1941 года | Северо-Западный фронт | Новгородская армейская оперативная группа | -                           | -       | уже как 225-я стрелковая дивизия |

## Командование дивизии
Командиры
- Андреев, Константин Ювенальевич (с 11.03.1941 по 14.12.1941), полковник.

Начальник артиллерии
- Ольховский, Пётр Иванович, полковник (с июль 1940 по 14.12.1941)

## Награды и наименования
| Награда                | Дата | За что получена                  |
| ---------------------- | ---- | -------------------------------- |
| Орден Красного Знамени | -    | по преемственности от 13-й лтбр. |